# لودهروو
لودهروو (به چکی: Lodhéřov) یک منطقهٔ مسکونی در جمهوری چک است که در ناحیه ییندریخوف هرادتس واقع شده‌است. لودهروو ۲۳٫۷۲ کیلومتر مربع مساحت و ۶۲۳ نفر جمعیت دارد و ۵۳۵ متر بالاتر از سطح دریا واقع شده‌است.